# Sylvester Grabe (Theologe)
Martin Sylvester Grabe (* 28. April 1627 in Weißensee; † 23. November 1686 in Kolberg) war ein lutherischer Theologe und Generalsuperintendent in Pommern.

## Leben und Wirken
Sylvester Grabe wurde als Sohn des Kaufmanns Liborius Grabe und Anna Elisabeth von Otterau geboren. Er besuchte die Schulen in Weißensee, Erfurt, Nordhausen und Quedlinburg und studierte von 1646 bis 1655 an der Universität Königsberg Theologie. Im Jahre 1655 übernahm er für mehrere Jahre die Erziehung der Jugendlichen Andreas Ernst von Schlieben sowie Georg Wilhelm und Wilhelm Friedrich von Podewils und reiste u. a. mit ihnen in die Niederlande, nach London, Canterbury und Oxford. Ab 1657 weilte Grabe zwei Jahre in Paris. 
Im Jahre 1660 erhielt er eine außerordentliche Professur für Theologie an der Universität Königsberg, die er aber erst 1662 antrat, nachdem er zuvor den Grad eines Lizentiaten an der Universität Jena erworben hatte. Dort wurde er 1667 auch zum Schlossbibliothekar ernannt.
Im Jahre 1673 erhielt Grabe die Berufung zum Generalsuperintendenten in Hinterpommern. Wegen des nordischen Krieges (→Pommernfeldzug 1675/76) konnte er das Amt allerdings erst 1679 antreten und wurde am 1. Advent in der Marienkirche zu Stargard als Nachfolger von Christian Groß in sein Amt eingeführt.
Er versah dieses Amt vier Jahre lang und übergab es dann an Günter Heyler.
Sylvester Grabe heiratete am 28. April 1665 in Königsberg Sophie Behm, die Tochter des Theologieprofessors Michael Behm. Der Ehe entstammen zwei bekannte Söhne, der Ältere war der Theologe Johannes Ernst Grabe, der Jüngere der Bibliothekar  Sylvester Grabe.